# 親衛隊全国指導者
親衛隊全国指導者（しんえいたいぜんこくしどうしゃ、独: Reichsführer-SS）は、国民社会主義ドイツ労働者党（ナチ党）の親衛隊（SS）における最高指揮官の称号。1926年に新設された称号であり、階級名ではないが、ドイツ国防軍における元帥にほぼ匹敵する地位である。前身である1925年から1926年のSSの最高指揮官は「Oberleiter-SS（親衛隊上級指導者）」と呼ばれた。

## 概要
「Reichsführer（ライヒスフューラー）」の語は、党最高指導部の役職である「Reichsleiter（ライヒスライター）」とは異なるが、いずれも日本語では全国指導者と訳されることが多い。これに従うと親衛隊の略号である「SS」をつけた「Reichsführer-SS」は「親衛隊全国指導者」となる。また、「親衛隊長官」や「親衛隊隊長」「SSライヒ指導者」と訳される場合もある。英米の研究書では「National leader of the SS」と訳されることもある。
設立当初は、突撃隊に属する一組織である親衛隊の長という程度の意味しかもたなかったが、1929年のハインリヒ・ヒムラー就任と、その後の親衛隊の拡大は、親衛隊全国指導者自体の地位も著しく上昇させた。1934年の長いナイフの夜の後の7月20日、親衛隊が突撃隊から独立したことに伴い、8月23日に親衛隊全国指導者は党の最高指導部のメンバーとなり、ライヒスライターと同等の扱いを受けるようになった。
本来党の職責であり、国務大臣や国防軍司令官といった国家の職ではなかったが、ナチ党の権力掌握およびヒムラーと親衛隊の勢力拡張により、国家と党の役割が混然としていたナチス・ドイツの体制においては、最高幹部の職位として扱われた。1936年6月17日の「帝国内務省指揮下の全ドイツ警察長官設置に関する命令」では、「親衛隊全国指導者であるヒムラー」や「親衛隊全国指導者」に全ドイツ警察の指揮権が受任されている。
親衛隊階級としては、親衛隊上級大将の上、ドイツ国防軍における元帥と同級と位置づけられることもある。また、1944年には親衛隊階級としての「民族元帥（Volksmarschall）」の設置が検討されたこともあるが、ヒムラーは対象となっておらず、設置がなされることもなかった。

## 階級章

襟章
肩章

## 歴代の親衛隊全国指導者

親衛隊全国指導者の車両旗

- 親衛隊上級指導者 (Oberleiter-SS)
  1. ユリウス・シュレック（1925年-1926年）
  2. ヨーゼフ・ベルヒトルト（1926年）
- 親衛隊全国指導者 (Reichsführer des SS)
  1. ヨーゼフ・ベルヒトルト（1926年-1927年）
  2. エアハルト・ハイデン（1927年-1929年）
  3. ハインリヒ・ヒムラー（1929年-1945年）
  4. カール・ハンケ（1945年、ヒトラーの遺書による任命）